# Wiaczesław Wołodin
Wiaczesław Wiktorowicz Wołodin (ros. Вячеслав Викторович Володин; ur. 4 lutego 1964 w Aleksiejewce) – rosyjski polityk. Od 5 października 2016 przewodniczący Dumy Państwowej Federacji Rosyjskiej.

## Życiorys
W 1986 ukończył Saratowski Instytut Mechanizacji Rolnictwa (Wydział Organizacji i Technologii Napraw Samochodów), następnie realizował studia podyplomowe, był asystentem, starszym wykładowcą, profesorem.
W 1990 został wybrany do rady miasta w Saratowie, w 1992 został mianowany dyrektorem handlowym, zastępcą szefa Administracji Saratowa. Rok później przeszedł do pracy w Powołżańskim Centrum Kadrowym (od 1995 - Powołżańska Akademia Służby Państwowej). 
W 1994 został wybrany do Dumy Obwodu Saratowskiego i tam z kolei wybrany wiceprzewodniczącym Dumy. Od kwietnia 1996 był wicegubernatorem i wiceprzewodniczącym pierwszego rządu Obwodu Saratowskiego.
W lutym 1999 przeniósł się do Moskwy, uczestniczył w tworzeniu spółek w ramach holdingu „Sołniecznyje produkty”. W grudniu tegoż roku został wybrany do Dumy Państwowej trzeciej kadencji z ramienia partii „Ojczyzna – Cała Rosja”; od września 2001 stał na czele frakcji tej partii w Dumie. W grudniu 2003 został ponownie wybrany do Dumy (czwartej kadencji) z jednomandatowego okręgu bałakowskiego, a w grudniu 2007 jako deputowany partii Jedna Rosja. Od 2003 do 2010 był wiceprzewodniczącym Dumy Państwowej, pierwszym zastępcą szefa frakcji „Jedna Rosja”, a od 2005 do 2010 był jednocześnie sekretarzem prezydium Rady Generalnej partii Jedna Rosja. 
W październiku 2010 został mianowany wicepremierem – kierownikiem Aparatu Rządu, od 27 grudnia 2011 był pierwszym zastępcą szefa Administracji Prezydenta Federacji Rosyjskiej.
We wrześniu 2016 został po raz kolejny wybrany do Dumy Państwowej (siódmej kadencji) z ramienia partii Jedna Rosja. Od 5 października 2016 jest przewodniczącym Dumy .

## Odznaczenia
- Order „Za zasługi dla Ojczyzny” III klasy (2012)[2][3]
- Order „Za Zasługi dla Ojczyzny” IV klasy (2006)[4]
- Order Honoru (2003)[5]
- Order Przyjaźni (1997)[6]
- Medal Anatolija Koni (2009, nadany przez Ministerstwo Sprawiedliwości Federacji Rosyjskiej)
- Medal „Za współpracę wojskową” (2006)